# Harpadon
Harpadon is een geslacht van straalvinnige vissen uit de familie van hagedisvissen (Synodontidae). Het geslacht is voor het eerst wetenschappelijk beschreven in 1825 door Lesueur.

## Soorten
De volgende soorten zijn bij het geslacht ingedeeld:
- Harpadon erythraeus (Klausewitz, 1983)
- Harpadon microchir (Günther, 1878)
- Harpadon nehereus (Hamilton, 1822)
- Harpadon squamosus (Alcock, 1891)
- Harpadon translucens (Saville-Kent, 1889)